# Welscheid
Welscheid (lb. Welschent) – wieś (Uertschaft) w środkowym Luksemburgu, w kantonie Diekirch, w gminie Bourscheid. Do 3 października 2015 miejscowość leżała w dystrykcie Diekirch.